# FC CeBra 01
Le FC CeBra 01 (Football Club Cessange Bracarenses Grund 2001) est un club de football situé à Luxembourg-Cessange au Grand-Duché de Luxembourg.
L'équipe féminine, qui porte le nom d'Itzig/Cebra, évolue en Ligue 1.

## Palmarès
- Finaliste de la Coupe du Luxembourg de football en 2005
- Finaliste de la Coupe du Luxembourg de football féminin en 2006 et 2007

## Bilan saison par saison

### Football masculin
- 2001-2002 : 3e division
- 2002-2003 : 2e division
- 2003-2005 : 1re division
- 2005-2008 : Promotion d'honneur
- 2008-2014 : 1re division
- 2014-2015 : 2e division
- 2015-2017 : 3e division
- 2017-2018 : 2e division
- 2020-2021 : 1re division

### Football féminin
- 2002 : 5e de 1re division
- 2003 : 7e de 1re division
- 2004 : 6e de 1re division
- 2005 : 6e de 1re division
- 2006 : 5e de 1re division
- 2007 : 4e de 1re division
- 2008 : 4e de 1re division
- 2009 : 5e de 1re division
- 2010 : 4e de 1re division
- 2011 : 6e de 1re division[1]
- 2012 : 6e de 1re division
- 2013 : 4e de 1re division
- 2013 : 9e de 1re division